# Emily Damstra
Emily Damstra est une illustratrice en sciences naturelles et conceptrice de pièces de monnaie américaines qui fait partie du programme Artistic Infusion de la Monnaie des États-Unis. Elle conçoit de nombreuses pièces, dont le revers du dollar Christa McAuliffe de 2021 et celui de la pièce de 1 dollar américain American Silver Eagle de la même année.

## Biographie
Emily Damstra obtient un M.F.A. en illustration scientifique à l'université du Michigan et se lance dans une carrière d'illustratrice indépendante. Elle conçoit plusieurs pièces de monnaie pour la Monnaie royale canadienne et quelques timbres-poste pour l'Administration postale des Nations unies.

## Artistic Infusion
Elle fait partie du programme Artistic Infusion depuis 2019.

## Œuvres
- 2024 : pièce d'un quart de dollar American Woman (revers de la pièce Pauli Murray)[5] ;
- 2023 : pièce d'un quart de dollar American Woman (revers de la pièce Edith Kanakaʻole (en)[6] ;
- 2022 : pièce d'un quart de dollar American Woman (revers de la pièce Anna May Wong)[7] ;
- 2022 : pièce d'un quart de dollar American Woman (revers de la pièce Maya Angelou)[8] ;
- 2021 : pièce de 1 dollar American Silver Eagle ( nouveau revers)[9] ;
- 2020 : pièce de 1 dollar American Innovation (revers de la pièce Massachusetts)[10] ;
- 2020 : pièce d'un quart de dollar America the Beautiful (revers de la pièce Tallgrass Prairie National Preserve)[11] ;
- 2019 : pièce de 1 dollar American Innovation (revers de la pièce Géorgie)[12] ;
- 2019 : dollar Sacagawea – revers[13].